# Marie Charles Jean Melchior de Polignac
Pour les articles homonymes, voir Melchior de Polignac (homonymie).

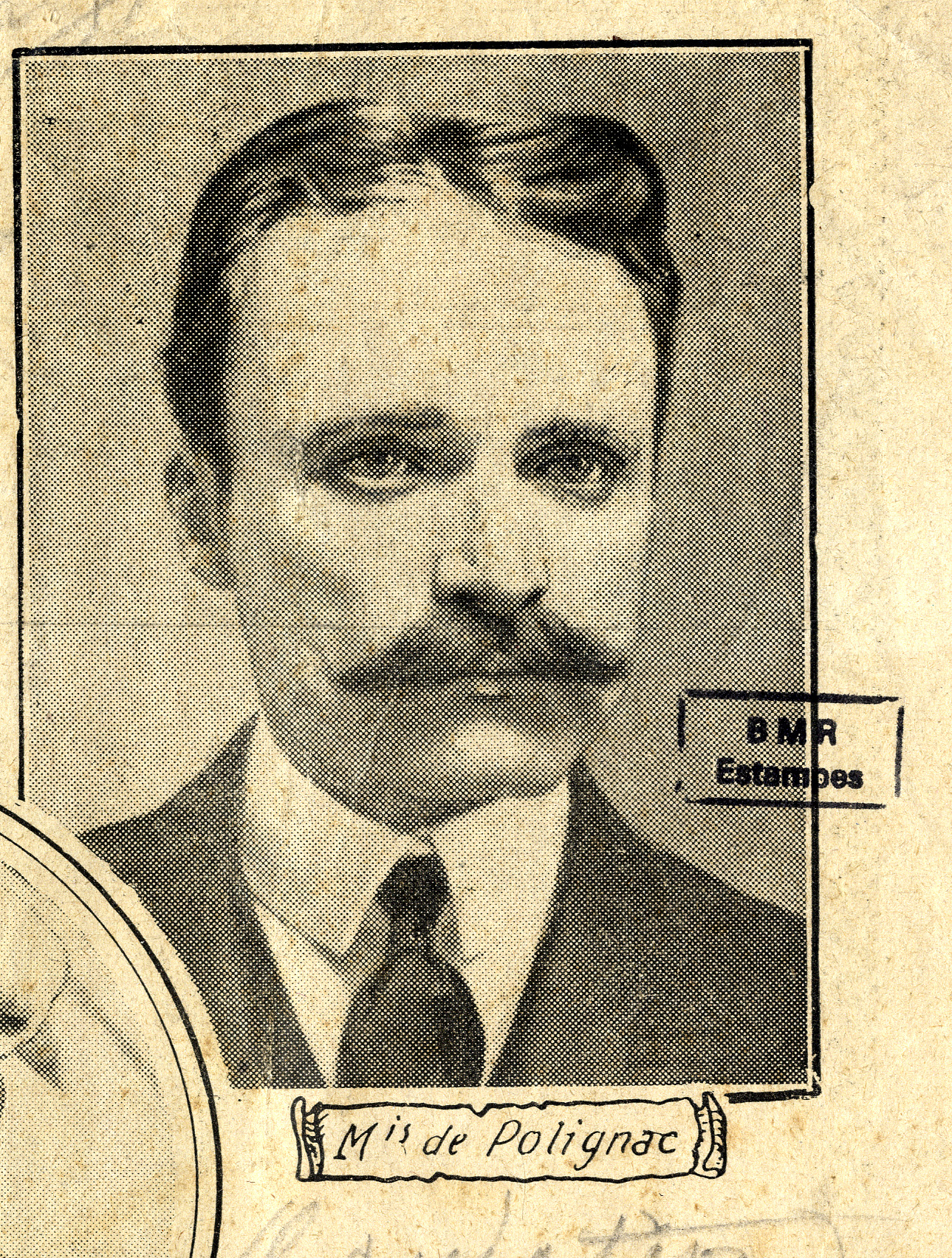
Portrait de Marie Charles de Polignac (1880-1950). BM REIMS, Portrait Champenois Marquis de Polignac 76.6

Marie Charles Jean Melchior de Polignac, né à Joigny dans l'Yonne le 27 septembre 1880 et mort à Neuilly-sur-Seine le 18 décembre 1950, est un homme d'affaires français, membre du Comité international olympique.

## Biographie
Marie Charles Jean Melchior de Polignac, né à Joigny dans l'Yonne le 27 septembre 1880, est le fils aîné de Guy de Polignac et de Louise Pommery, fille de Jeanne Alexandrine Pommery et d'Alexandre Louis Pommery.
Par son père, il est l'arrière petit fils de Melchior de Polignac (1781-1855).
Il a une sœur, Diane de Polignac (1882-1974) et deux frères cadets, les comtes Charles de Polignac (1884-1962) et Jean de Polignac (1888-1943).
Le 24 octobre 1917, il épouse à New York Nina Floyd Crosby (New-York, 1er mars 1881 - Monaco, 19 février 1966), veuve en premières noces de James Biddle Eustis, fille de Walter Floyd Crosby et de Louise Gauthier Sutton.
L'année suivante, tous deux ont un fils unique, Dalmas.
Vers 1935, il passe commande de ferronnerie d'art à l'architecte décorateur Louis Süe pour la décoration de son hôtel particulier de Neuilly-sur-Seine, où il meurt le 18 décembre 1950. Il est inhumé à Guidel (Morbihan).

### Activités professionnelles
Après des études en Autriche, poursuivies à HEC, Melchior de Polignac reprend la succession de l'entreprise Pommery en 1902 à l'âge de 22 ans. Il est président du conseil d'administration et administrateur délégué de la maison Pommery à partir de 1907.
La même année, il crée à Reims le parc Pommery, qui ouvre en 1910 et dont Édouard Redont est l'architecte-paysagiste, pour offrir à ses ouvriers la lumière dont ils sont privés dans les caves, et leur permettre de pratiquer le sport de leur choix. Il se retire des affaires en 1945.

### Activités politiques
Pendant la Première Guerre mondiale, il accompagne André Tardieu, haut commissaire de France à Washington aux États-Unis, afin de promouvoir l'entrée en guerre des Américains auprès des Alliés. Après l'armistice de 1918, il accède à la présidence de la Société générale coopérative de reconstruction de Reims, ville détruite presque en totalité pendant le conflit.
Membre du conseil d'administration du Comité France-Allemagne avant le déclenchement de la Seconde Guerre mondiale, il est sous l'Occupation membre du comité d'honneur du groupe Collaboration, organisation favorable à la collaboration avec l'occupant nazi. Arrêté le 6 septembre 1944 à Reims, il bénéficie d'un non-lieu quant à l'inculpation d'intelligence avec l'ennemi. Il est toutefois jugé par la Chambre civique de la Seine en février 1946. Il déclare avoir accepté des fonctions purement honorifiques au comité d'honneur du groupe Collaboration, afin de protéger les intérêts de son industrie et d'opposer aux Allemands une sorte de résistance passive. Condamné à 10 ans d'indignité nationale, il est immédiatement relevé de cette peine pour « services rendus à la Résistance ». Blanchi par les tribunaux, il reste cependant marqué dans beaucoup d'esprits du sceau de la collaboration avec l’occupant nazi.

### Dirigeant sportif

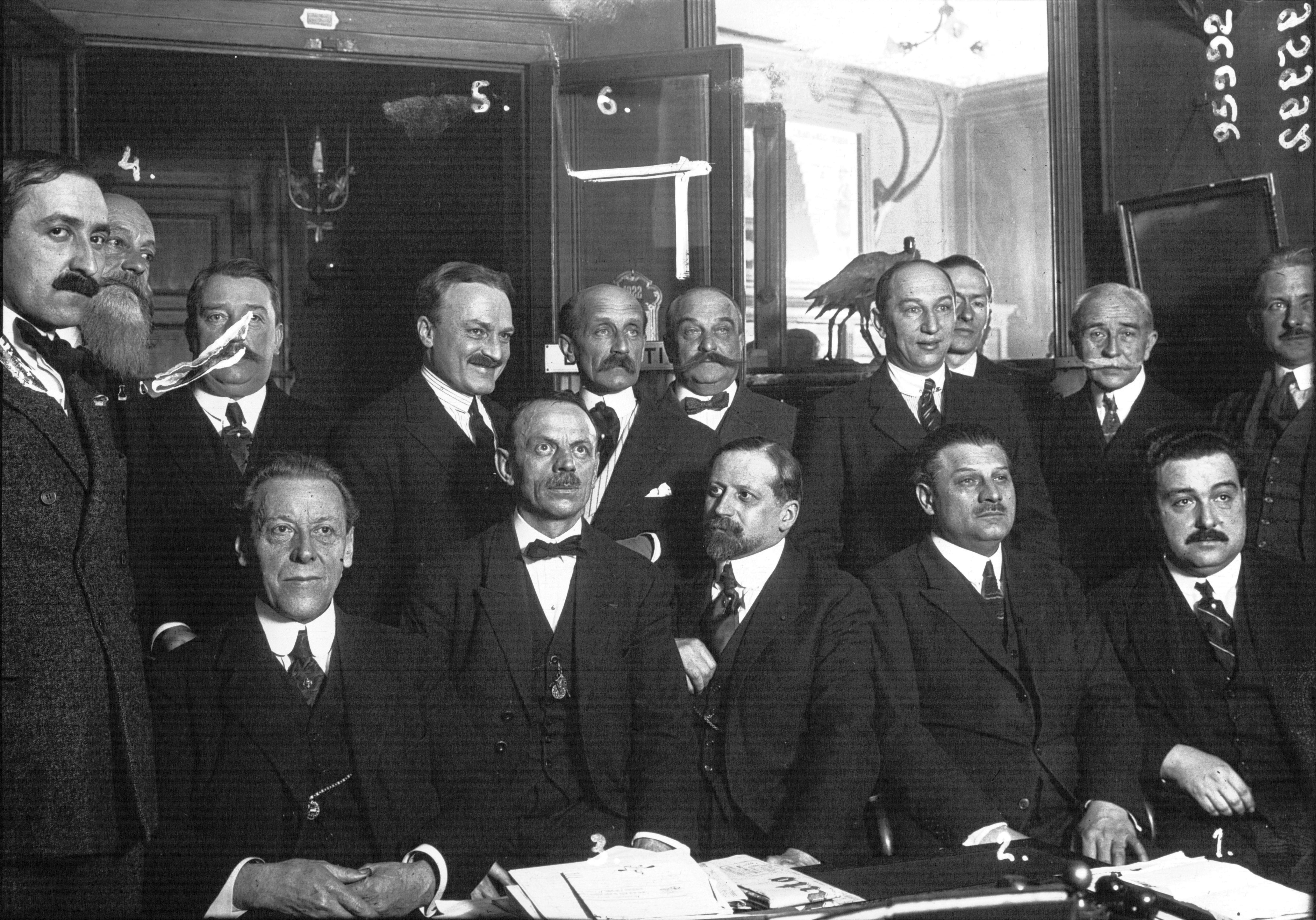
Comité olympique français, 1922.

Il se lie ainsi d’amitié dès 1901, aux Jeux nordiques à Stockholm, avec Sigfrid Edström et commence à entretenir des relations avec le baron de Coubertin et le comte de Baillet-Latour.
Dès 1909 et 1910, Melchior de Polignac est à l'origine du fameux meeting aérien, la Grande Semaine d'aviation de la Champagne de Bétheny, où il invite Armand Fallières, président de la République. Il crée ensuite la coupe Pommery, une compétition d'aviation courue tous les ans jusqu'à la veille de la Première Guerre mondiale.
Puis il fonde le Collège d'athlètes de Reims, premier centre d'éducation physique de France, inauguré le 19 octobre 1913 en présence du président du comité international olympique Pierre de Coubertin, et du président de la République Raymond Poincaré. Les plus grands sportifs, dont Jean Bouin, viennent s'y entraîner selon les méthodes de Georges Hébert. Le centre est détruit en septembre 1914.
Polignac fonde et préside dès l’avant-guerre la Société sportive du Parc Pommery, grand club omnisports d’abord réservé aux employés de la Maison de champagne, qui deviendra en 1931 le Stade de Reims. Il entre au Comité international olympique dès 1914.
En 1921, en tant que membre du Comité international olympique, il est à l'origine, avec le comte Clary, de la candidature de Paris pour 1924, et de l’idée d'organiser des Jeux olympiques d'hiver, qui ont effectivement lieu à Chamonix conjointement aux Jeux de Paris.
Après la Première Guerre mondiale, il est membre d’innombrables cercles rémois et parisiens : Jockey-Club, Nouveau Cercle, Automobile-Club, Aéro-Club, Cercle du Bois de Boulogne, Cercle Hoche, Union interalliée, Polo, le Club des Cent, le Dernier Quart, le Stade français, le Rotary Club, le Déjeuner Tardieu et le Déjeuner Hervieu.

### Distinctions
- Officier de la Légion d'honneur par décret du 1er aout 1928 (chevalier par décret du 7 septembre 1909),
- Chevalier d'honneur et de dévotion de l'ordre souverain de Malte,
- Commandeur de l'ordre d'Orange-Nassau,
- Officier de l'ordre de la Couronne,
- Chevalier de l'ordre du Lion blanc de la République tchécoslovaque,
- Titulaire des ordres olympiques allemand et belge.

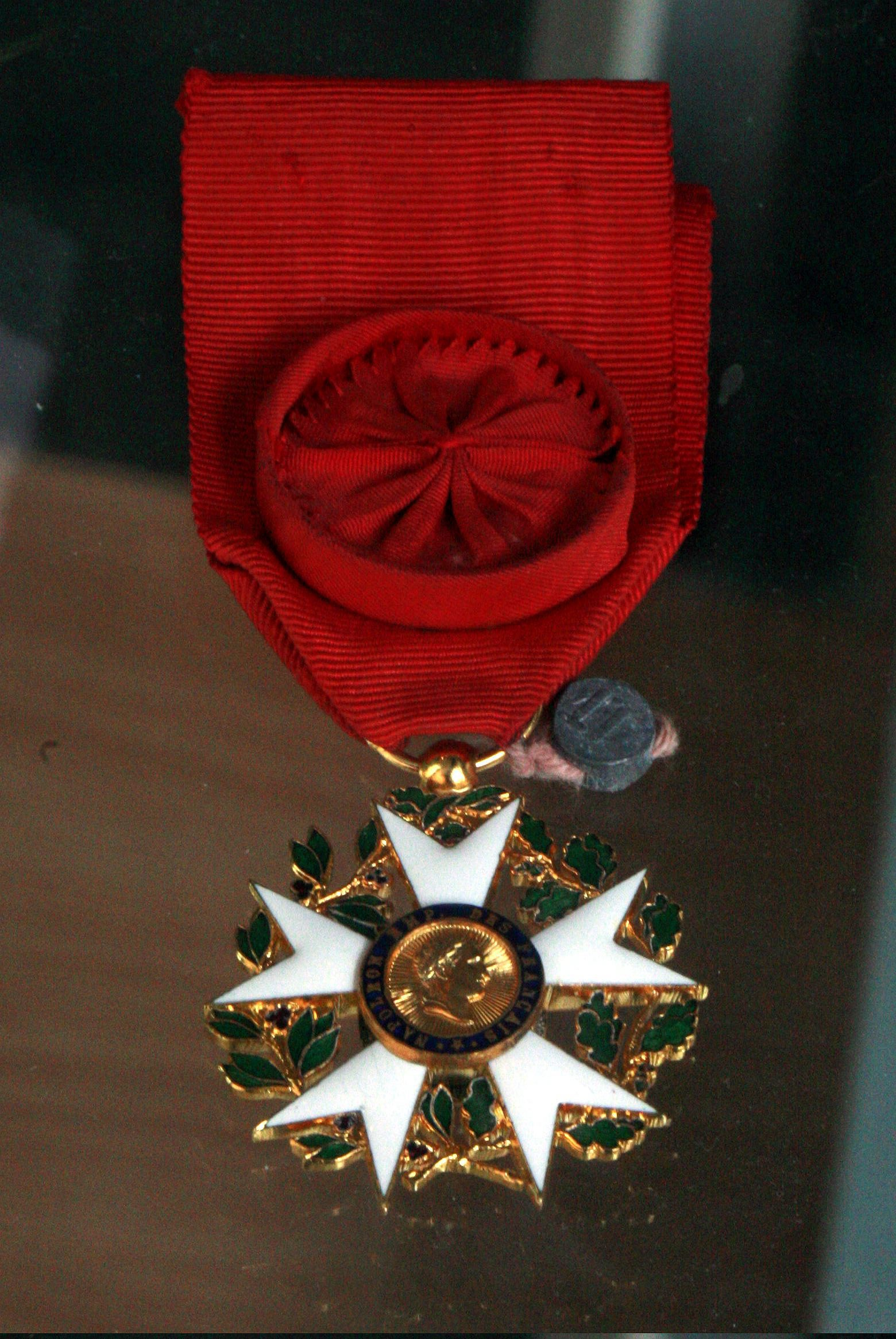
médaille d'officier de la Légion d'honneur.
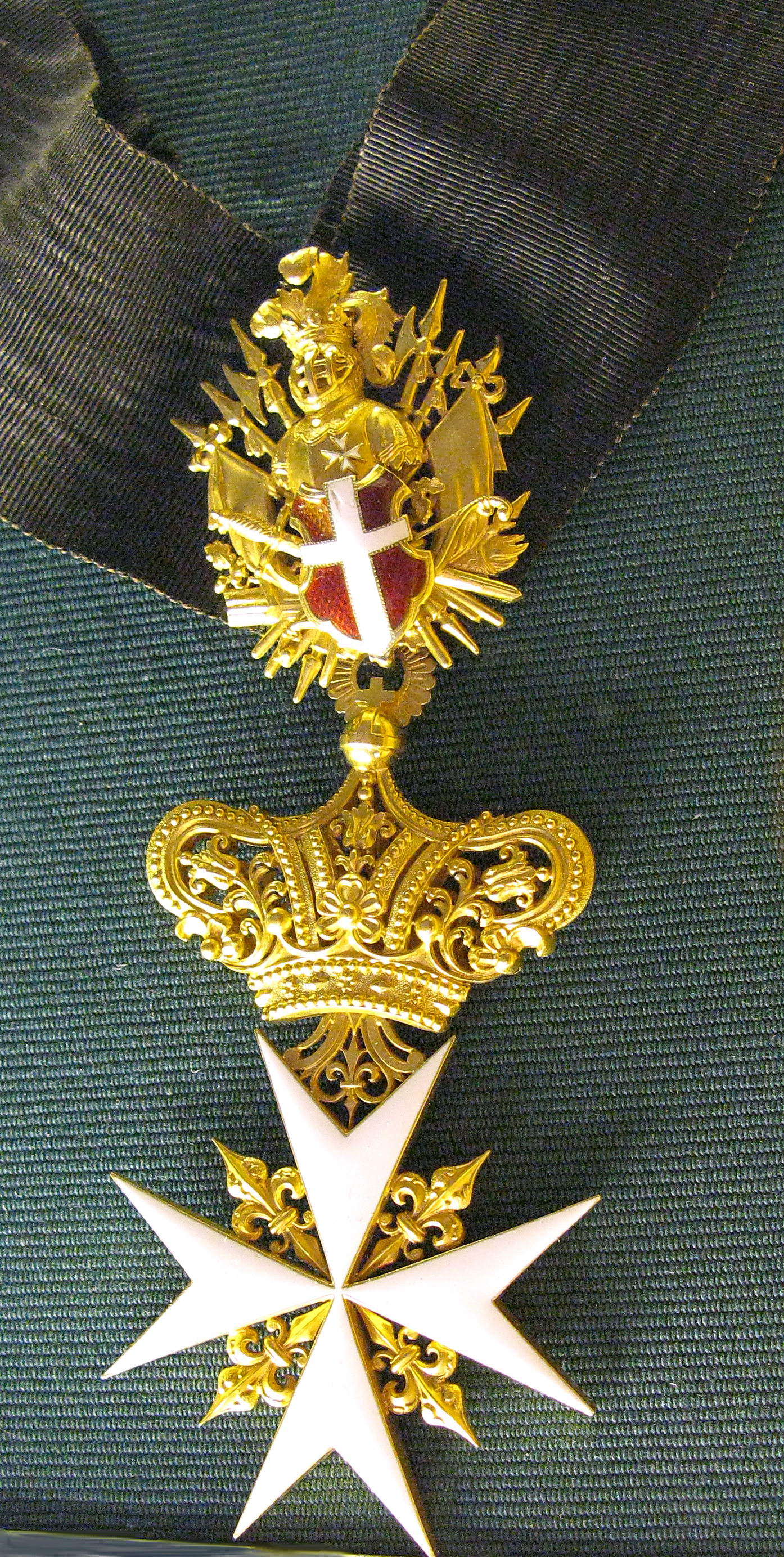
croix de l’ordre souverain de Malte.
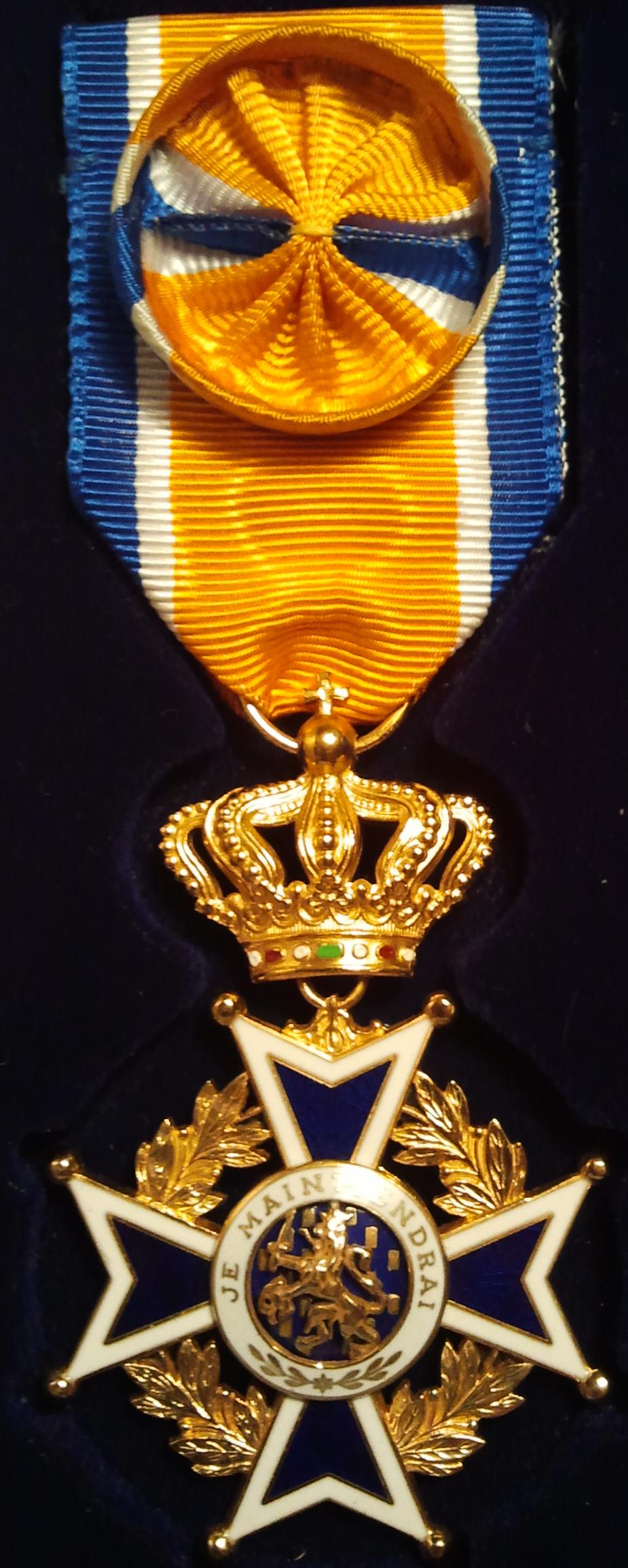
croix de l’ordre d'Orange-Nassau.
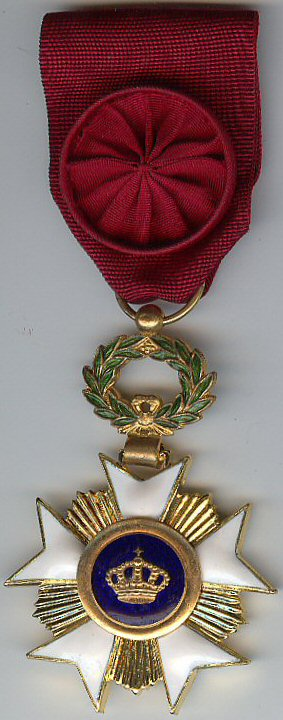
croix d’officier de l’ordre de la Couronne (Belgique).
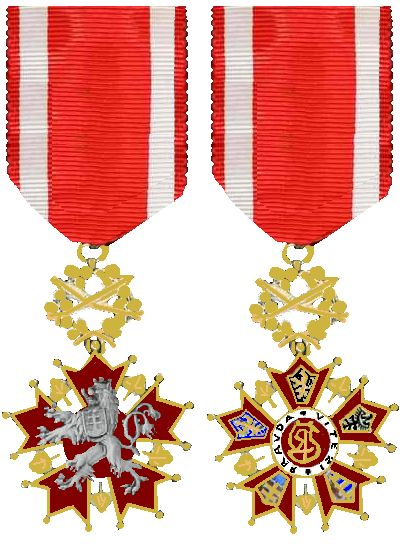
croix de l’ordre du Lion blanc.

### Sources
- Bulletin du Comité International Olympique n° 25, janvier 1951